# کریستف خودارت
کریستف خودارت (انگلیسی: Kristof Goddaert; ۲۱ نوامبر ۱۹۸۶ – ۱۸ فوریهٔ ۲۰۱۴) دوچرخه‌سوار اهل بلژیک بود.
از باشگاه‌هایی که در آن بازی کرده‌است می‌توان به اسپورت فلاندر-بالوزه، آژ۲آر لا موندیال، و آی‌ای‌ام سایکلینگ اشاره کرد.